# Diva (album Annie Lennox)
Diva — album brytyjskiej piosenkarki Annie Lennox, wydany w 1992 roku.

## Ogólne informacje
Debiutancki solowy album wokalistki. Poza trzema utworami ("Legend in My Living Room", "The Gift" i "Keep Young and Beautiful") w całości przez nią napisany i skomponowany. Spotkał się zarówno z sukcesem komercyjnym (#1 na brytyjskiej liście), jak i pozytywnymi opiniami krytyków. Z płyty pochodzą takie przeboje jak "Why" oraz "Walking on Broken Glass".
Albumowi towarzyszyła kaseta VHS z wyreżyserowanymi przez Sophie Muller teledyskami zatytułowana Diva. Teledyski te zostały wydane ponownie kilka miesięcy później pod tytułem Totally Diva. Nowa edycja zawierała nakręcone w międzyczasie wideoklipy do "Walking on Broken Glass" oraz "Precious". Materiał został wydany na DVD w 2000 roku. Żadne z tych wydań nie zawiera klipów do "Stay by Me" (nigdy nie powstał), ani "Little Bird".
Dotychczas sprzedano 1,2 miliona egzemplarzy albumu w Wielkiej Brytanii oraz ponad 2 miliony w USA.

## Lista utworów
1. "Why"
2. "Walking on Broken Glass"
3. "Precious"
4. "Legend in My Living Room"
5. "Cold"
6. "Money Can't Buy It"
7. "Little Bird"
8. "Primitive"
9. "Stay by Me"
10. "The Gift"
11. "Keep Young and Beautiful"
12. "Step by Step" (bonus na wersji japońskiej i meksykańskiej)

## Pozycje na listach sprzedaży
| Kraj              | Pozycja |
| ----------------- | ------- |
| Wielka Brytania   | 1       |
| Stany Zjednoczone | 23      |
| Niemcy            | 6       |
| Austria           | 3       |
| Szwajcaria        | 5       |
| Francja           | 48      |
| Szwecja           | 5       |
| Norwegia          | 11      |
| Australia         | 7       |

## Single
- 1992: "Why"
- 1992: "Precious"
- 1992: "Walking on Broken Glass"
- 1992: "Cold"
- 1993: "Little Bird"